# Hosaholalu, Krishnarajpet
Hosaholalu là một làng thuộc tehsil Krishnarajpet, huyện Mandya, bang Karnataka, Ấn Độ.